# Davidson-Cadillac

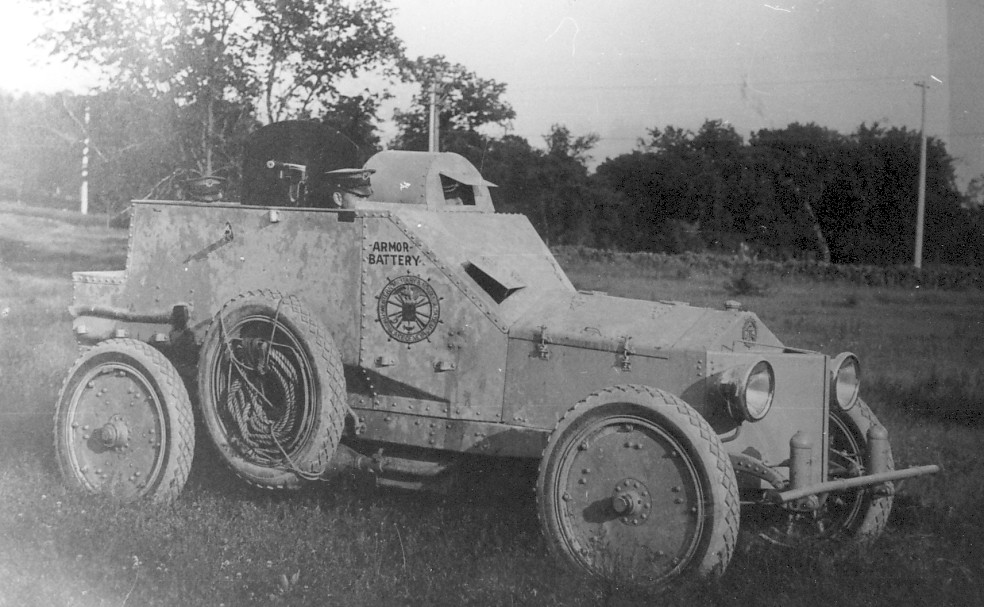

Дэвидсон-Кадиллак (англ. Davidson-Cadillac) — бронеавтомобиль, разработанный весной 1915 года на шасси автомашины Cadillac американским военным инженером, майором Роялем Пейджем Дэвидсоном и 30 кадетами Северо-Западной военно-морской академии (Northwestern Military and Naval Academy) в городе Хайленд-Парк штата Иллинойс. Являлся первым полноценным броневиком США.
Ещё в 1898 году, в Академии, Дэвидсон вместе с разработчиком автомобилей Чарльзом Дюре разработал вооруженный пулеметом Colt-Browning M1895 трехместный трицикл Davidson-Duryea, и впоследствии, в 1901 году, вооруженный автомобиль Davidson Automobile Battery armored car на шасси Duryea Motor Wagon Company, и автомашину противовоздушной защиты с зенитным пулеметом (1909) на шасси Cadillac.
Броневик имел колесную формулу 4х2, а в бронекорпусе над водителем находился колпак для лучшего обзора. За ним размещались два члена экипажа у пулемета Browning M1895, закрытого 5 мм бронещитом. В бортовых листах находились амбразуры для стрельбы из личного оружия экипажем. В июне 1915 года броневик Davidson-Cadillac в сопровождении семи машин совершил 34-дневный пробег до Сан-Франциско на Панамский Тихоокеанскую Международную Выставку (Panama Pacific International Exposition). Назад броневик везли поездом и он не производился серийно.